# Dendrobium confluens
Dendrobium confluens är en orkidéart som beskrevs av Johannes Jacobus Smith. Dendrobium confluens ingår i släktet Dendrobium, och familjen orkidéer. Inga underarter finns listade i Catalogue of Life.